# Arenaria querioides
Arenaria querioides là loài thực vật có hoa thuộc họ Cẩm chướng. Loài này được Pourr. ex Willk. mô tả khoa học đầu tiên năm 1847.